# Жълт саламандър
Жълтият саламандър (Lyciasalamandra luschani), наричан също ликийски саламандър, е вид земноводно от семейство Саламандрови (Salamandridae). Видът е застрашен от изчезване.

## Разпространение
Разпространен е в Гърция и Турция.